# Copelatus kilimandjarensis
Copelatus kilimandjarensis es una especie de escarabajo buceador del género Copelatus, de la subfamilia Copelatinae, en la familia Dytiscidae. Fue descrito por Bilardo & Pederzani en 1972.